# Мики (Лука)
Мики је насеље у Италији у округу Лука, региону Тоскана.
Према процени из 2011. у насељу је живело 242 становника. Насеље се налази на надморској висини од 19 м.